# متنزه الفرعاء
متنزه الفرعاء هو متنزه سياحي يقع في منطقة عسير، بالمملكة العربية السعودية، ويعد واحدا من أكبر المتنزهات في المنطقة بمساحة تبلغ 200 ألف كلم مربع، وتقام فيه عدة فعاليات وأنشطة صيفية متنوعة، ويمتاز بمساحاته الواسعة والأشجار الكثيفة.

## الموقع
يقع متنزه الفرعاء في جنوب شرق مدينة أبها بمنطقة عسير جنوب غرب المملكة العربية السعودية، ويبعد مسافة 4 كلم تقريبا عن متنزه دلغان. ويبعد عن مدينة أبها 30 كلم.

## الفعاليات
تشمل فعالياته الصيفية أنشطة متنوعة ومتعددة كأكروبات السيرك المصري، وفلكلورات شعبية، وكرنفالات، ومسرح، كما يوجد خيمة الطفل التي تحتوي على ألعاب إلكترونية وألعاب مائية وناد وسينما للطفل، ومسابقات وبرامج ترفيهية مختلفة ومسابقات حركية وثقافية.